# Fredrika Gustafva Ståhlberg
Fredrika Gustafva Ståhlberg, född Colling, död 1 juni 1824 i Karlskrona, var en svensk skådespelare och teaterdirektör. Hon var direktör för det Stålbergska teatersällskapet 1819-1824. 

## Biografi
Fredrika Gustafva Colling döptes i Karlskrona amiralitetsförsamling 27 december 1768. Fadern var kompaniskrivaren Fredrik Colling, moderns namn är inte känt. Hon var engagerad vid Johan Peterssons teatersällskap, som ägde bestånd 1794-1802, och beskrivs som sällskapets primadonna.  Hon var sedan medlem vid Anders Lundqvists teatersällskap åren 1801-02, då Lundqvist, en före detta aktör från Comediehuset, försökte återupprätta en permanent teater i Göteborg. Från 1806 och framåt är hon bekräftad som medlem i Johan Peter Lewenhagens teatersällskap, då det samma år uppträdde i Göteborg.  Hon var en framstående medlem av truppen och räknades som nummer två av de kvinnliga medlemmarna. Hon gifte sig med sin kollega, skådespelaren Fredrik Wilhelm Ståhlberg.  
Hennes make övertog år 1815 teaterprivilegiet och direktörskapet för teatern av Lewenhagen.  Vid makens död år 1819 övertog Fredrika Gustafva Ståhlberg själv posten som teatersällskapets direktör.  Hon var som kvinnlig teaterdirektör en av de första och även unik i Sverige vid den tid hon var verksam. Hon ska ha skött verksamheten biträdd av Erik Wilhelm Djurström.  Vid denna tid fanns det endast tre kringresande teatersällskap i Sverige, som vid denna tid tillgodosåg teaterlivet utanför Stockholm: Ståhlbergs, Josef August Lamberts och Carl Gustaf Lönnboms - förutom Carl Wildners, som dock inte räknas som ett riktigt resande sällskap eftersom det i praktiken tillhörde Djurgårdsteatern och bara turnerade i landsbygden tillfälligt - och Ståhlbergs räknades som det främsta av de tre.  
Efter Ståhlbergs död 1824 övertogs sällskapet av Erik Wilhelm Djurström, och därefter i tur och ordning av Charlotta Djurström (1841), A. G. Wallin, Oscar Andersson, Albert Åhman (1863) och samma år uppgick i Oscar Anderssons, Wilhelm Åhman, och Mauritz Pousettes gemensamma teatersällskap.